# Supervixens
Supervixens és una pel·lícula estatunidenca del 1975 dirigida per Russ Meyer. El repartiment compta amb els habituals de Meyer Charles Napier, Uschi Digard i Haji. La pel·lícula també inclou Shari Eubank (en un paper doble) en un dels seus dos únics papers al cinema i Christy Hartburg en el seu únic paper cinematogràfic.

## Argument
Clint Ramsey, encarregat de la benzinera Martin Bormann's Super Service al desert, és vist massa irresistible per una sèrie de noies, totes elles tenen la paraula «Super» al seu nom de pila. Viu amb la hipersexual, exigent i gelosa SuperAngel (Shari Eubank), que l'assetja constantment a la feina. L'ordena anar a casa immediatament quan truca a Clint i escolta una clienta, SuperLorna (Christy Hartburg), grapejant-lo a la feina. Clint s'atipa de les constants acusacions de SuperAngel i, de tornada a casa, es barallen després que ell rebutgi els seus intents agressius. Un veí truca a la policia mentre Clint marxa cap a un bar local, on el cambrer és la SuperHaji (Haji), molt poc vestida.
Mentrestant, SuperAngel sedueix Harry Sledge (Charles Napier), el policia que va respondre a la trucada. Com que és impotent i no pot culminar amb ells, se'n burla i l'insulta repetidament, per la qual cosa finalment la mata colpejant-la brutalment a una banyera. Després llença a l'aigua una ràdio endollada. Sledge crema la casa i després intenta encolomar l'assassinat a Clint. Clint afirma haver estat tota la nit al pub, però SuperHaji se'n venja (per insultar la mida del seu pit abans) en negar-se a confirmar la seva coartada. Clint es veu obligat a fugir.
En el seu afany per escapar, Clint fa autostop amb un noi (John LaZar) i la seva xicota SuperCherry (Colleen Brennan). Durant el trajecte, SuperCherry s'hi acosta i li posa la mà sobre el pit, però després el tira cap enrere. Aleshores intenta fer-li una handjob sobre els seus pantalons, però continua resistint els seus avenços. El conductor s'ofèn perquè Clint rebutja la seva xicota, però ella diu que probablement només vol un contacte més proper. Ho torna a intentar i no aconsegueix seduir-lo, i ell demana al conductor que el deixi sortir. El conductor el segueix, li pega i li roba. Clint és trobat per un vell pagès que el porta a la seva granja per curar les seves ferides i Clint accepta treballar per al pagès durant una setmana per pagar-li.
El granger té una núvia per correspondència austríaca més jove, SuperSoul (Uschi Digard), que és hipersexual. Després de satisfer enèrgicament el seu marit, truca a la porta de Clint a la nit. Immediatament l'empeny al seu llit on procedeix a muntar-lo i violar-lo, fins que ell aconsegueix dominar-la. Tanmateix, fa el mateix l'endemà i aquesta vegada el domina després de saltar-lo per darrere al graner. Buscant SuperSoul, el granger els troba al graner, després persegueix Clint i colpeja SuperSoul.
Fugint de la granja, Clint coneix un propietari d'un motel i la seva filla sorda, SuperEula (Deborah McGuire), que el convenç de fer un passeig amb ella al seu buggy per fornicar al desert. Però el seu pare els atrapa i l'expulsa de la vila.
Clint finalment es troba amb SuperVixen (també interpretada per Shari Eubank) a Supervixen's Oasis, un restaurant a la carretera. SuperVixen és (inexplicablement) una reencarnació simpàtica i generosa de SuperAngel, el fantasma del qual ara apareix nu entre escenes per comentar la trama des del cim d'una mesa. Clint i SuperVixen s'enamoren i són inseparables, tot i que el seu enemic comú, Harry Sledge, arriba a l'escena i planeja acabar amb la vida de l'ara feliç parella.

## Repartiment
- Shari Eubank com SuperAngel / SuperVixen
- Charles Napier com a Harry Sledge
- Uschi Digard com a SuperSoul / Operador telefònic
- Charles Pitts com Clint Ramsey
- Henry Rowland com a Martin Bormann
- Christy Hartburg com a SuperLorna
- Colleen Brennan com a SuperCherry (com a Sharon Kelly)
- John LaZar com a Cal MacKinney (com a John La Zar)
- Stuart Lancaster com a llaüt
- Deborah McGuire com a SuperEula
- Glenn Dixon com a Luther
- Haji com a SuperHaji
- 'Big Jack' Provan com a Sheriff (com a Big Jack Provan)
- Garth Pillsbury com a pescador
- Ron Sheridan com a policia

## Producció

### Desenvolupament
Les dues pel·lícules anteriors de Meyer havien fracassat a la taquilla: The Seven Minutes (1971) era un drama crític sobre la censura, fet per la 20th Century Fox, i Blacksnake (1973) era una pel·lícula d'explotació blax. Originalment tenia la intenció de seguir això amb Foxy protagonitzada per la seva llavors dona Edy Williams, però el matrimoni va acabar i «No em podia imaginar fent vint pel·lícules protagonitzades per Edy Williams». També estava preocupat per la decisió del Tribunal Suprem contra la pornografia.
«Aquells anys van ser molt confusos per mi», va dir Meyer. «Però en comptes de sortir precipitadament i llançar-me per la finestra, vaig poder psicoanalitzar-me i discernir què era millor per a mi. Em vaig mirar a la cara i em vaig adonar que no podia fer-ho tot."
Meyer va decidir tornar a les comèdies sexuals paròdiques que havien fet la seva reputació, així que va fer el que va descriure com una «espècie de seqüela» del seu èxit de 1968 Vixen.
«He tornat als pits grans, les mandíbules quadrades, molta acció i el sexe més sensacional que hagis vist mai», va dir. «He tornat al que faig millor: sexe eròtic, còmic, sexe, sexe, i mai més em desviaré."
«No vull fer massa xerrameca», va dir. «Si hi hagués massa argument, massa diàleg, la història s'interposaria en el camí de l'acció. Vull una pel·lícula com un dibuix animat d'Al Capp on sàpigues de seguida qui és el bo i qui és el dolent».
«Realment faré aquesta pel·lícula». En aquell moment, els censors estaven reprimint pel·lícules sexualment explícites, però Meyer va dir: «Faré les coses que sempre he fet. Faré tot el que pugui per burlar-les. Ho sobresaturaré amb pits escandalosos».
Vaig utilitzar John LaZar, que era Superwoman a Beyond the Valley of the Dolls. Hi interpreta Cal McKinney, i ell i Supercherry són un parell de atracadors i assalten Clint. Llavors vaig tenir O'Luke, que estava a Mudhoney, Stu Lancaster, casat amb Uschi Digard, que era una dona de pits gegants austríaca; bé, totes són dones de pits gegants a la pel·lícula, cosa que crec que fa sensació. Cada noia que coneix és com: «Oh, Déu meu, ja hi tornem!» Així que és Supersoul i parla essencialment en alemany, i probablement és la dona més agressiva de la pel·lícula, de les set. És total, fa dues coses: o muny la vaca amb una mamella gegant, o s'emporta amb rapacitat el seu vell, al camp, sigui on sigui el cas. I després hi ha una seqüència on ella ataca, viola, consumeix literalment un jove en un pessebre, cridant, cridant en alemany, descrivint explícitament què està fent i com se sent. Aleshores tenim una noia negra que està feta com la resta, i és muda, no sap parlar, fa servir el llenguatge de signes. Però té un pare blanc, i això no ho expliquem mai. Ella és la Supereula.
"Hi ha una xicota nova cada deu minuts», va dir Meyer. «I cada xicota està construïda de manera més escandalosa que la següent».
En un moment, Meyer va fer la pel·lícula per a American International Pictures.
Meyer va dir que tenia previst rodar la pel·lícula en versions amb classificació R i X. Llançaria la versió R, després llançaria una versió més explícita amb classificació X. No obstant això, la pel·lícula no inclouria sexe dur «Jo no critico el sexe dur», va dir. «Simplement no el practico».

### Escriptura
Meyer va dir que la pel·lícula «va ser una mica autobiogràfica», però també que «va agafar prestada generosament d'una sèrie de persones que vaig conèixer».
Va dir que també va ser influenciat per les històries d'Horatio Alger. «Sempre parlaven d'un jove que era totalment bo, i sempre es proposava guanyar fortuna i sempre s'enfrontava a gent terrible», va dir Meyer. «Van fer tot el que van poder per fer-ho, però va lluitar justament, ja ho saps, i sempre va sobreviure i al final va tenir èxit. Per tant, aquesta és només una faceta de la cosa."
Meyer va volar a l'hotel Mauna Kea a Hawaii el setembre de 1973 i va escriure el guió. Va ser el primer guió que va escriure completament sol i va fer el primer esborrany en vuit dies. Meyer diu que el va reescriure nou vegades, amb l'aportació dels actors. «Crec que els actors contribueixen a la comoditat de les paraules perquè una cosa és seure en una petita habitació verda en algun lloc i escriure diàlegs, però quan escoltes els actors parlant, no necessàriament flueix tan bé com podria», va dir Meyer.
Els dos personatges femenins principals de la pel·lícula eren Superangel i Supervixen. «Superangel, és totalment dolenta però bonica», va dir Meyer. «Supervixen, ella és totalment bona. Són suport de llibres. M'agraden les construccions de suport de llibres."
"Em vaig proposar fer una imatge que pensava que podia competir favorablement amb el mercat actual d'acord amb el que havia fet fins ara», va afegir. «I ja saps, ple d'una banda per pel·lícules hardcore i de l'altra per un producte important que és molt explícit. Fins ara, sempre, tenia una súper femenina a la pel·lícula. Aquesta vegada, vaig dir que en tindria set. I en portaríem un a cada rodet, com un nou rerelínia. I crec que funciona, realment funciona. No tens temps per cansar-te de l'aspecte o de les accions d'una noia, per exemple."
Meyer va utilitzar noms de personatges de les seves pel·lícules anteriors, «excepte que les noies es diuen «Super» i ho interpreten directament."
Meyer va dir que Supervixen vestida de blanc era un homenatge a The Postman Always Rings Twice. «És bona, pura." Volia insinuar que Superàngel potser no va morir a la banyera sinó que va acabar reencarnada:
| « | Guiar els destins de tres persones: el terrible, desagradable, brut, gens bo policia Harry Sledge, antic boina verda, obstinat, vagabund, malalt sexualment, molt físic, molt musculós; i Clint, net, prim, òbviament un semental però no d'una manera agressiva, totalment bo; i Supervixen, voluptuosa, pura, bona, totalment generosa, abnegada. | » |

### Càsting
El repartiment incloïa Charles Napier, que havia aparegut en diverses pel·lícules de Meyer però va deixar d'actuar per convertir-se en periodista d'una revista de camions. Meyer el va treure del seu retir per fer la pel·lícula.
Hi havia molts altres actors que havien aparegut en pel·lícules anteriors de Meyer com John LaZar, O'Luke, Stu Lancaster i Uschi Digard.

### Rodatge
El març de 1974, es van rodar escenes al Crest Motel i al Sultan's Den a Blythe (Califòrnia), abans que la tripulació acabés de rodar a Quartzsite, Arizona. El mes anterior es va filmar una escena d'un buggy a la zona de Quartzsite.
La pel·lícula presentava una escena d'assassinat que era la més violenta fins ara representada en una pel·lícula de Meyer. «Les meves pel·lícules han de agradar-me, entretenir-me i realment estic violent», va dir Meyer. «Crec que és molt entretinguda. Per descomptat, m'agrada fer sexe amb això, sexe amb gust, aquest és el meu estil."
El pressupost oficial era de 400.000 dòlars, però Meyer va dir que va inflar aquesta xifra deliberadament.

## Recepció

### Taquilla
La pel·lícula va ser el major èxit comercial de Meyer des de Beyond the Valley of the Dolls, guanyant 8,2 milions de dòlars durant la seva estrena inicial.
"És meravellós tornar i descobrir que la meva mena d’esbarjo voluptuós i superpitrer entre els LA Rams i els Chicago Bears posar en sexe és perfectament acceptable per al corrent principal», va dir. «La gent vol divertir-se, entretenir i això és el que els dono."
Meyer la va considerarr «una pel·lícula molt bona», tot i que «la gent no parava de preguntar: «Per què vau haver de fer aquell assassinat a la banyera», quan realment l'èxit de la pel·lícula va ser l'escena de la banyera, ja que hi havia tan poc sexe a la pel·lícula. Després d’una gira per les universitats de l'Ivy League i després de mostrar-la a Europa, em va quedar clar que durant les dues setmanes prèvies al seu llançament nacional havia d'introduir una mica més de sexe interpretat tan bé com ho va fer. Però no hauria funcionat com a R. El públic s’ho oloraria. Treus tota una seqüència i no vindran."
Meyer també va dir més tard que pensava «la pel·lícula no hauria tingut l'èxit que va tenir» sense Napier «malgrat els grans pits i les set noies. Napier, crec, té una qualitat que pocs actors posseeixen: Wallace Beery, Borgnine, Alan Hale. Pot haver-hi només una vora fina que separa el mal i l'humor i funcionen ambdós costats d'aquesta línia».

### Versions censurades
La versió britànica de la pel·lícula va tallar un moment en què Napier va trepitjar la dona després de matar-la en una banyera.
La versió amb classificació R va eliminar l'assassinat de la banyera. «No ho tornaria a fer», va dir Meyer.
Després de l'estrena de la pel·lícula, Meyer va dir: «Vaig aferrar-me al que sé que funciona i fer una imatge X després de la següent i ser encara més escandalosa amb el sexe i seguir empenyent els límits cada cop més».

### Recepció crítica
Vincent Canby de The New York Times va escriure que la pel·lícula «sembla una mena de ritual, una mena de superficial, formada per accions el significat i el propòsit original de les quals s'han oblidat...» Supervixens ' és una curiositat pels amants del cinema." Gene Siskel del Chicago Tribune va donar a la pel·lícula una estrella de quatre i va escriure que «Meyer ha perdut el sentit de l'humor que de tant en tant feia agradable les seves pel·lícules. L'humor s'ha substituït per quantitats repulsives de violència." Kevin Thomas de Los Angeles Times va dir que Meyer va explorar «com mai abans fins a tal punt la part inferior fosca dels seus mites eròtics. És 'Supervixens', no 'El dia de la llagosta,' això és genuïnament apocalíptic."